# إيرل تورنر
إيرل تورنر (بالإنجليزية: Earl Turner)‏ هو لاعب كرة قاعدة أمريكي، ولد في 6 مايو 1923 في بيتسفيلد في الولايات المتحدة، وتوفي في 20 أكتوبر 1999 في لي في الولايات المتحدة.